# Papilio aphrodite
Papilio aphrodite is een vlinder uit de familie van de pages (Papilionidae). De wetenschappelijke naam van de soort is voor het eerst geldig gepubliceerd in 1930 door Caldwell.